# 李鐘鎮
李 鐘鎮（イ・ジョンジン、朝鮮語: 이종진/李鐘鎭、1950年5月5日 - ）は、大韓民国の公務員、政治家。達城郡副郡守・第33代郡守、第19代韓国国会議員を歴任した。

## 経歴
慶尚北道（現・大邱広域市）達城郡多斯邑汶陽里に生まれた。朝鮮戦争により父が戦死し、母も生死不明となったため、祖母とおじに育てられた。
多斯初等学校、多斯中学校、大邱農林高等学校（現・大邱自然科学高等学校）卒。多斯面事務所・河浜面事務所・月背面事務所勤務、大邱直轄市総務課・住宅課・セマウル指導課勤務を経て、大邱広域市庁清掃課長・公報官・環境緑地局長、大邱広域市環境施設公団理事長、達城郡女性文化福祉センター理事長、達城郡副郡守、ハンナラ党行政自治委員会副委員長、第33代達城郡郡守（2006年7月1日～2010年6月30日）、達城郡選挙区選出のセヌリ党所属の国会議員などを務めた。